# Rollier à longs brins
Coracias caudatus
Espèce
Statut de conservation UICN

 LC  : Préoccupation mineure
Synonymes
- Coracias caudata
- "Rollier à gorge lilas"

Le rollier à longs brins (Coracias caudatus) ou rollier à gorge lilas, est une espèce d'oiseaux de la famille des Coraciidae.

## Description

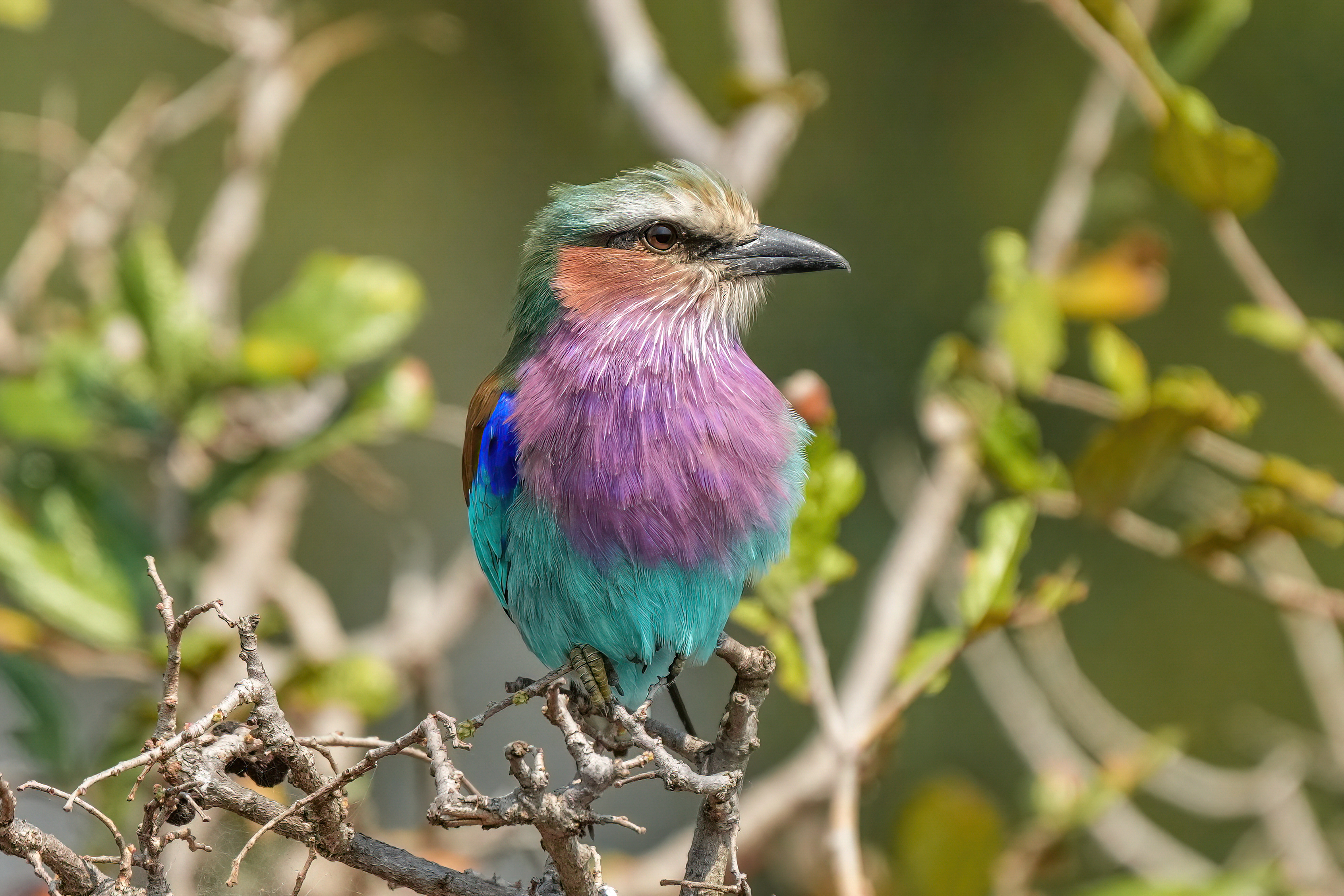
Un rollier à longs brins dans le parc national du Serengeti.

Le rollier à longs brins adulte se reconnaît aux longs filets, formés par les rectrices externes, qui prolongent sa queue et lui ont valu son nom français. Son nom en anglais, « Lilac-breasted Roller », évoque lui la gorge et la poitrine qui sont couleur lilas.
Vu en vol, l'oiseau se présente comme un grand oiseau bleu. Ses ailes, comme celles de toutes les autres espèces de rolliers, sont en effet sur leurs deux faces tout en nuances de bleus, du cyan à l'indigo.
La tête est tricolore. La face et le menton sont blanchâtres, la calotte et la nuque bleu-vert clair et les joues châtain clair. Le bec est noir, fort et légèrement crochu. Les courtes pattes sont d'un jaune terne.
Les juvéniles ressemblent aux adultes, avec des couleurs moins vives, et ne possèdent pas de filets à la queue.

## Habitat
Cet oiseau fréquente particulièrement les forêts d'acacia. Ils habitent aussi les prairies ou les savanes avec des forêts ouvertes ou des arbres et arbustes épars pour la construction de nids et les perchoirs de chasse.

## Répartition
Ces oiseaux sont communs à travers l'Afrique orientale et australe, mais sont absents du désert du Namib et de la côte sud-ouest de l'Afrique. Ils vont du niveau de la mer à des altitudes de 1800 mètres.
Son aire de répartition inclut notamment l'Angola, le Botswana, la République démocratique du Congo et l'Éthiopie.

## Alimentation
Cet oiseau est carnivore, il se nourrit d'arthropodes, des insectes comme les criquets (notamment de l'espèce nocive Phymateus viridipes (en)), les coléoptères, les fourmilions et de petits vertébrés comme les lézards, les petits amphibiens.

## Reproduction
La femelle pond de deux à quatre œufs dans un nid placé à quatre ou cinq mètres de hauteur, dans une loge préexistante ou dans un creux naturel. Les œufs sont couvés par les deux parents et l'incubation est d'environ 20 jours.

## Galerie

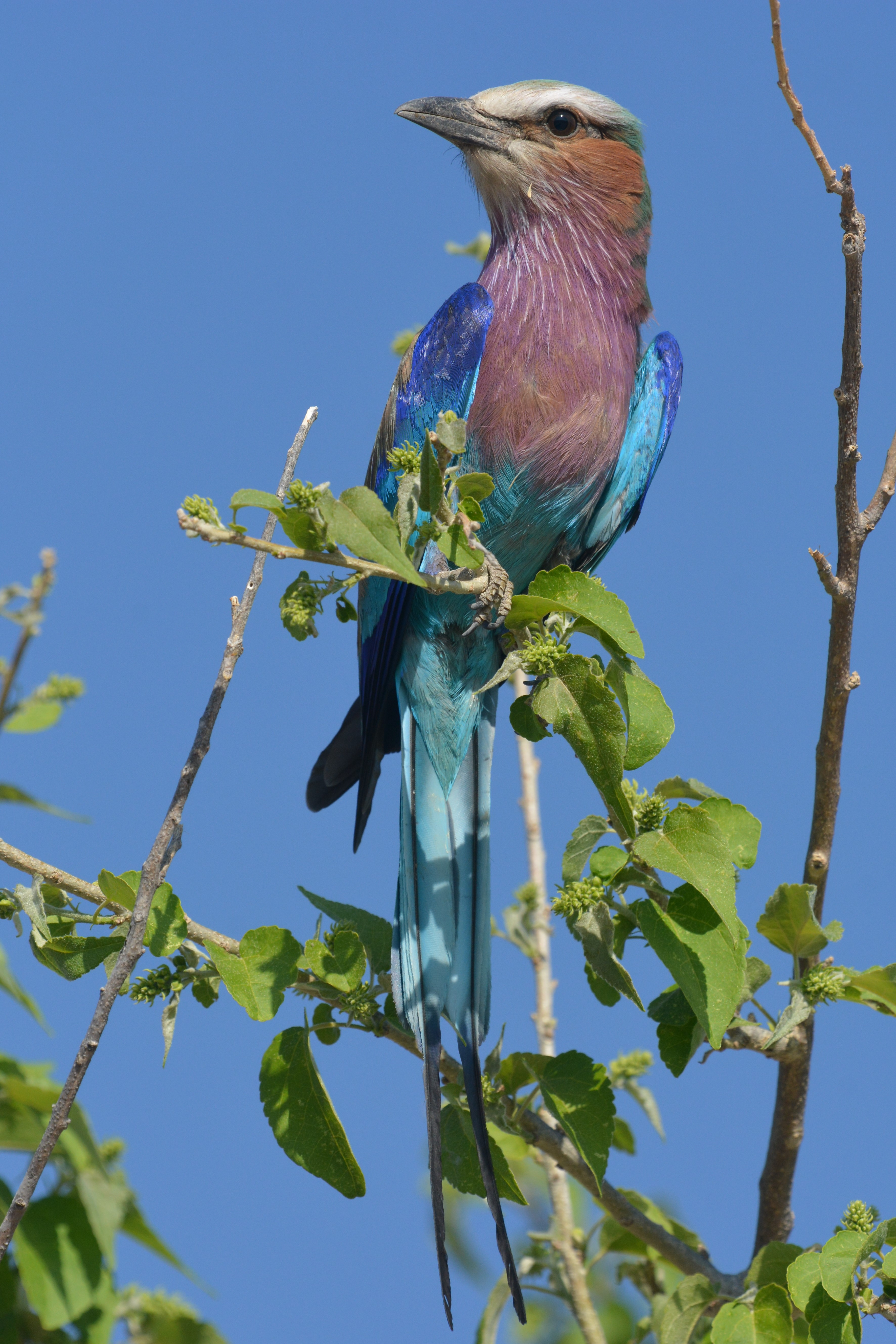
Rollier à longs brins au nord du Botswana.
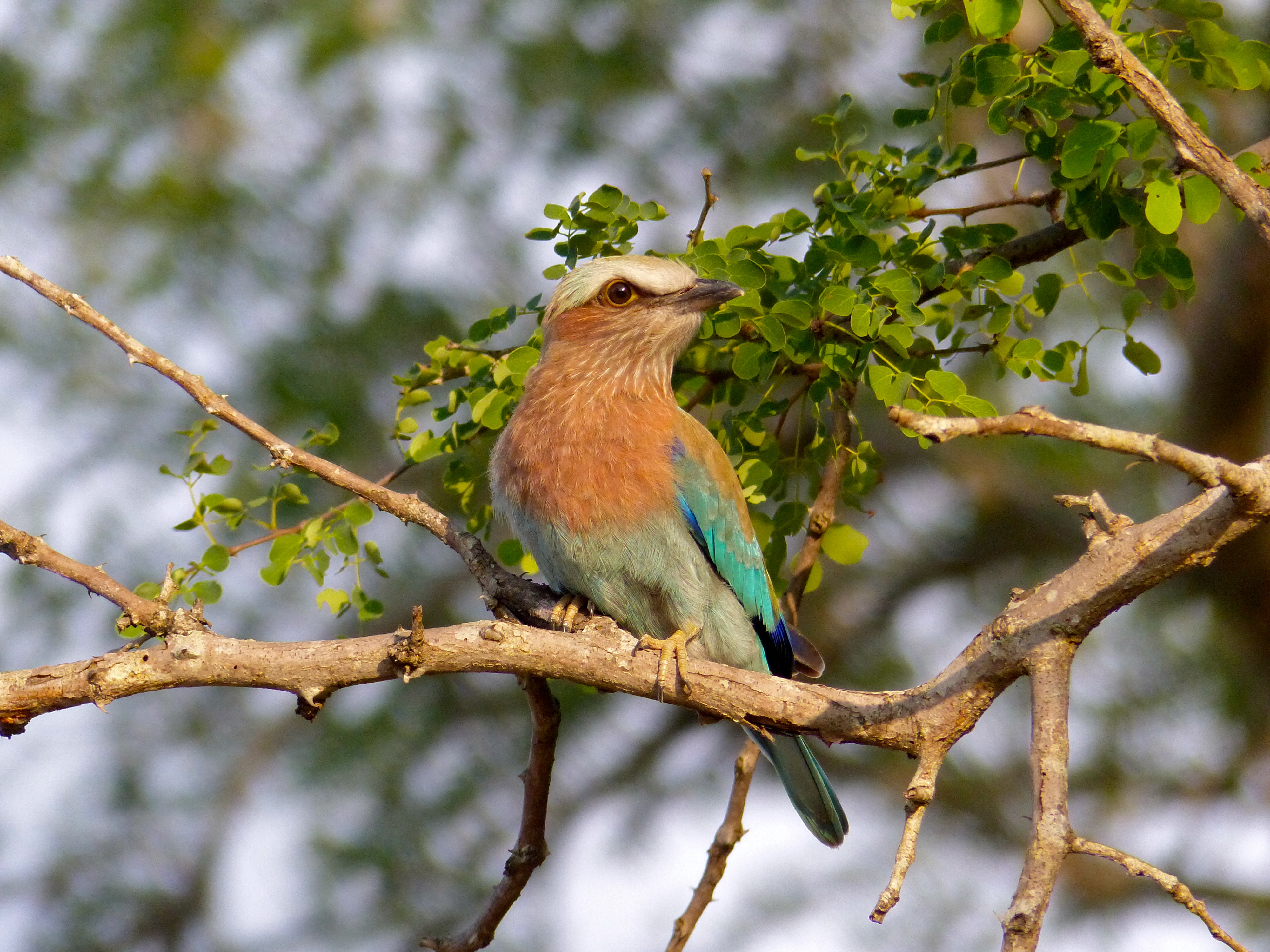
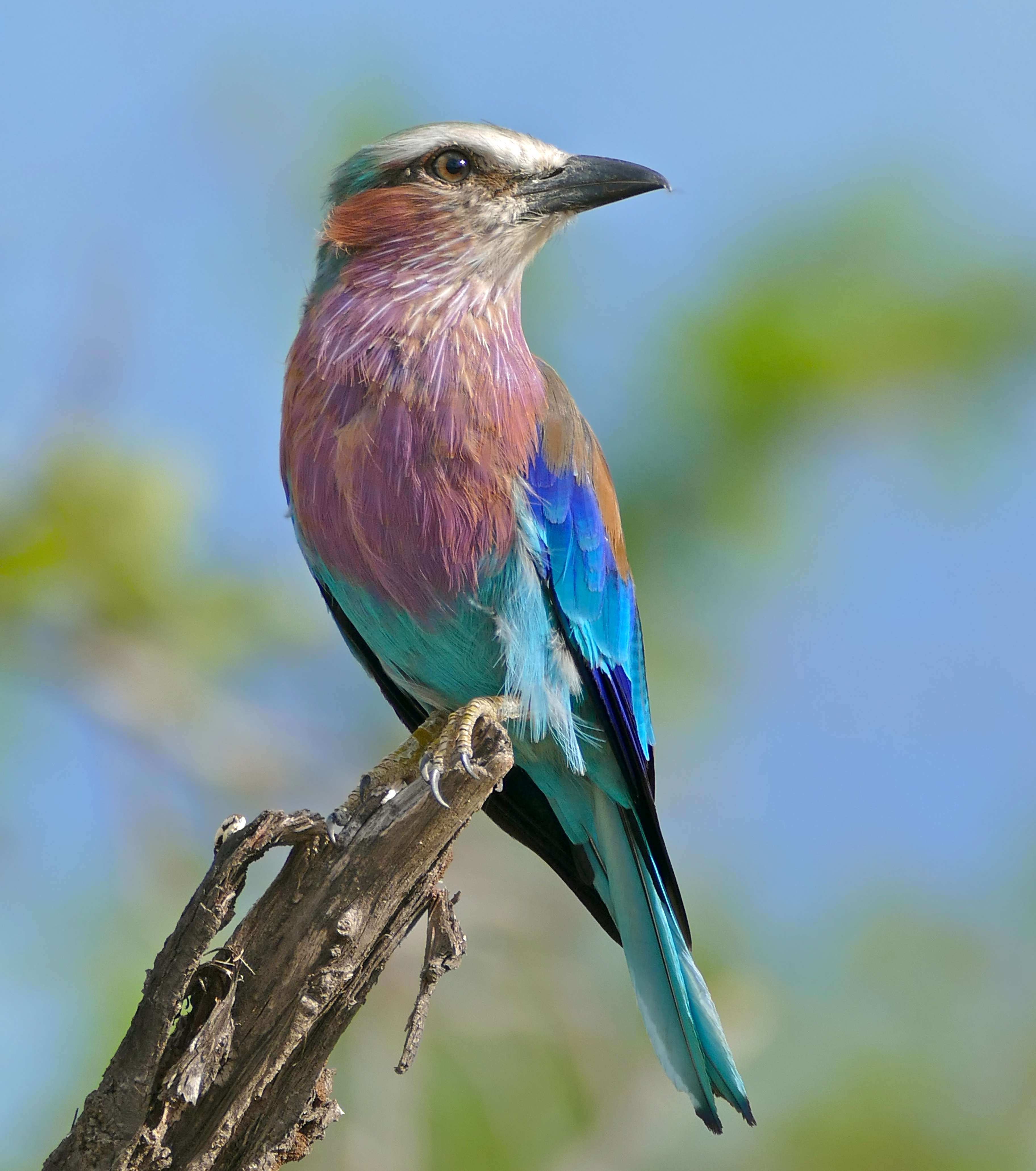
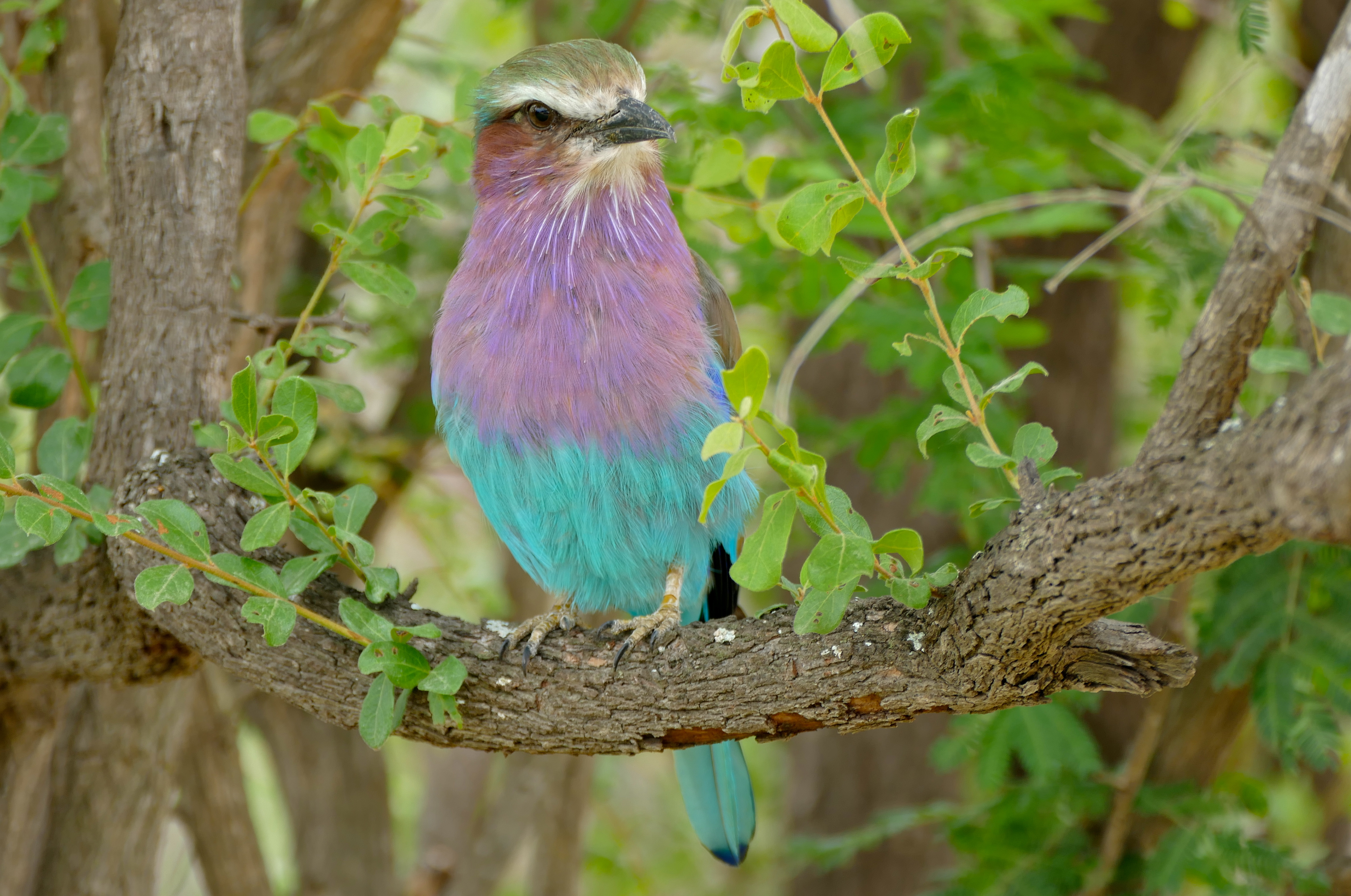
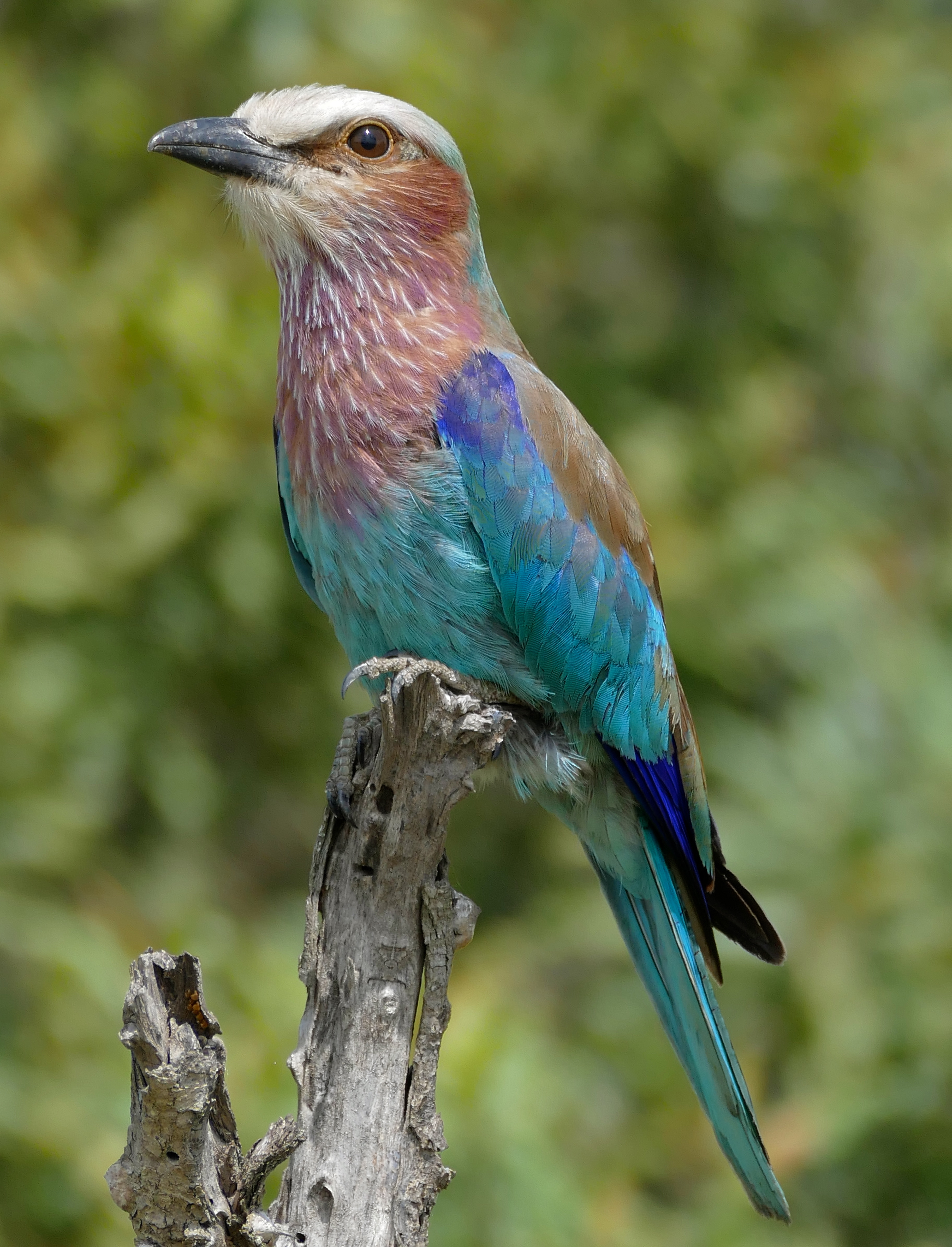
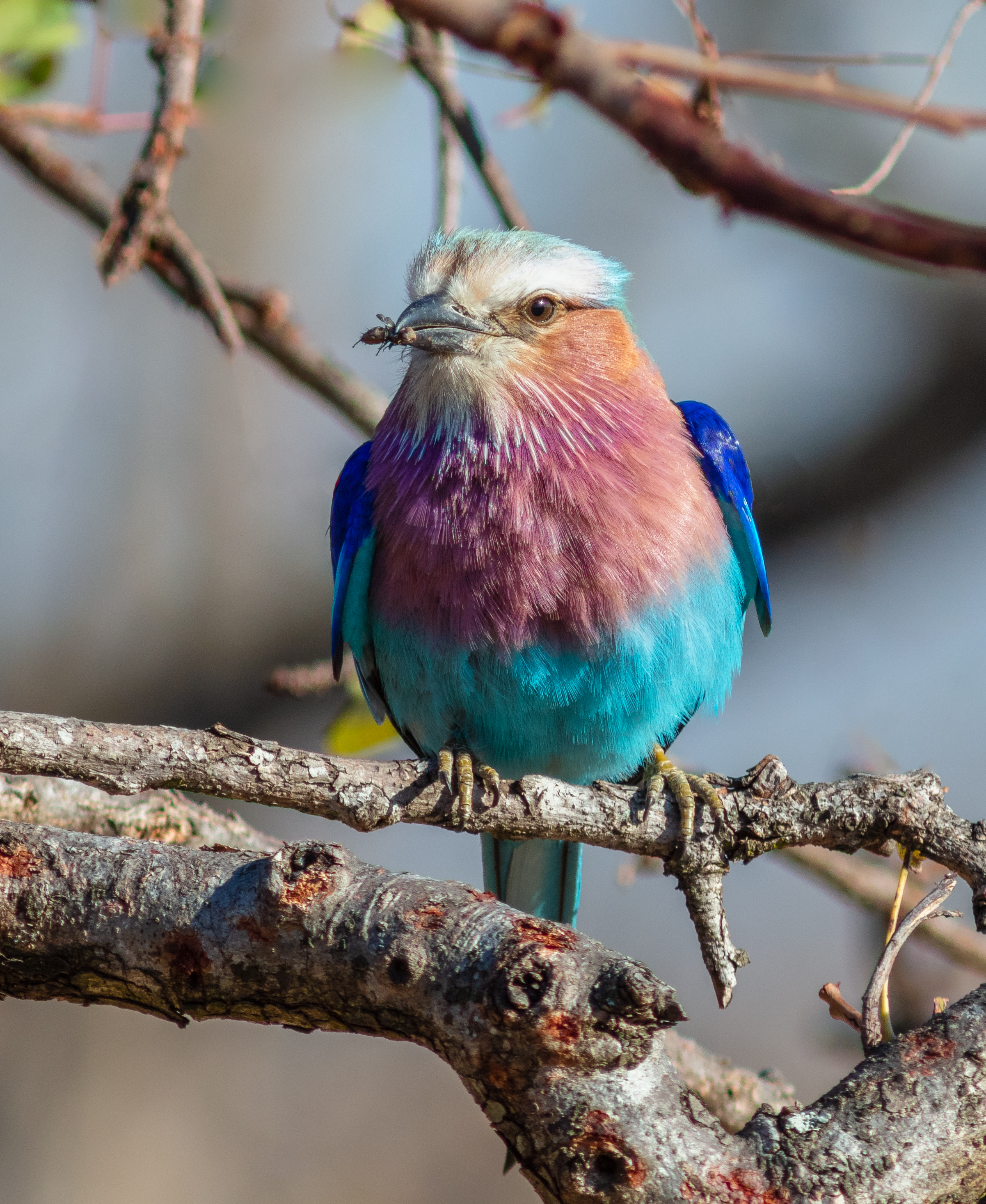
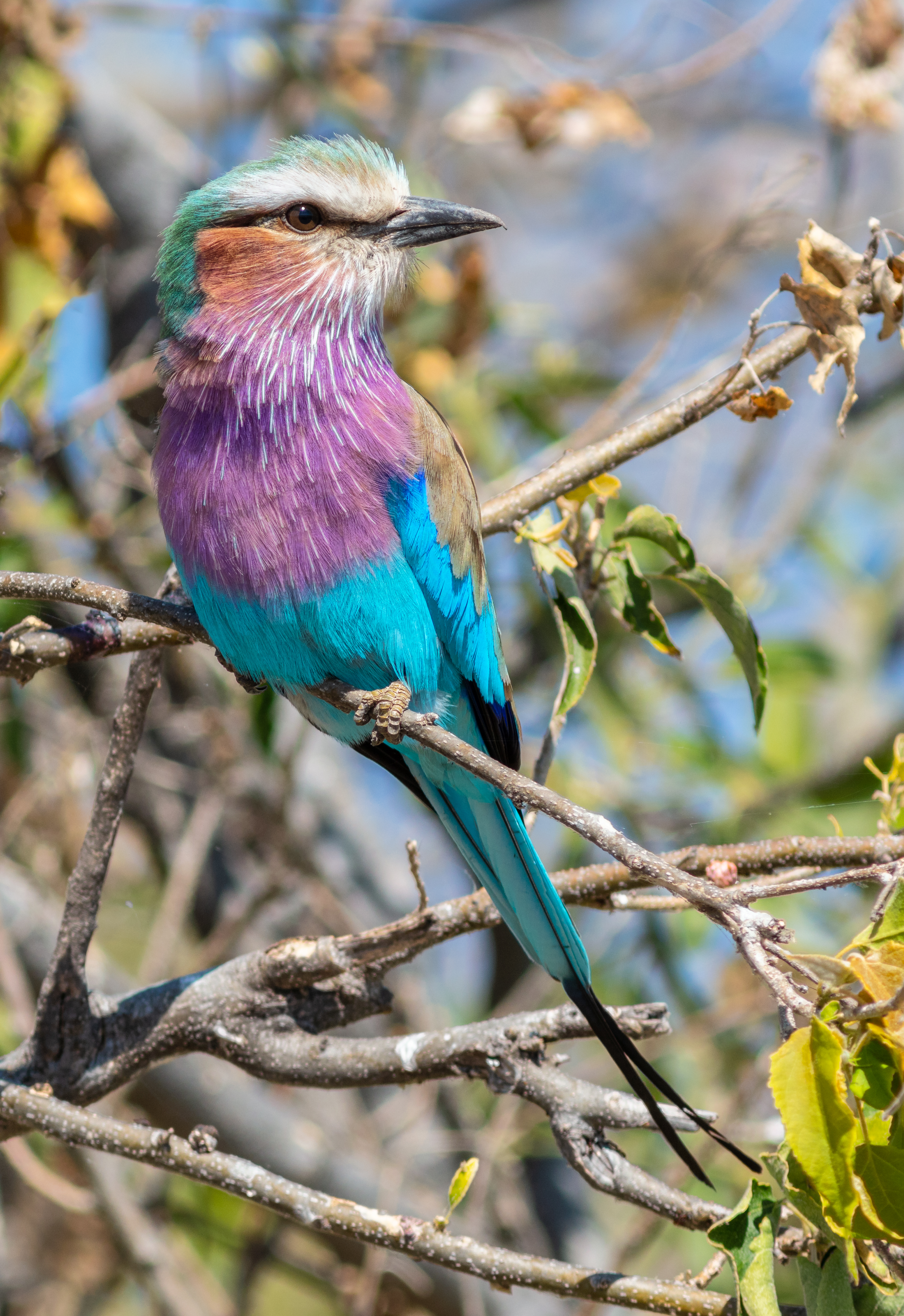
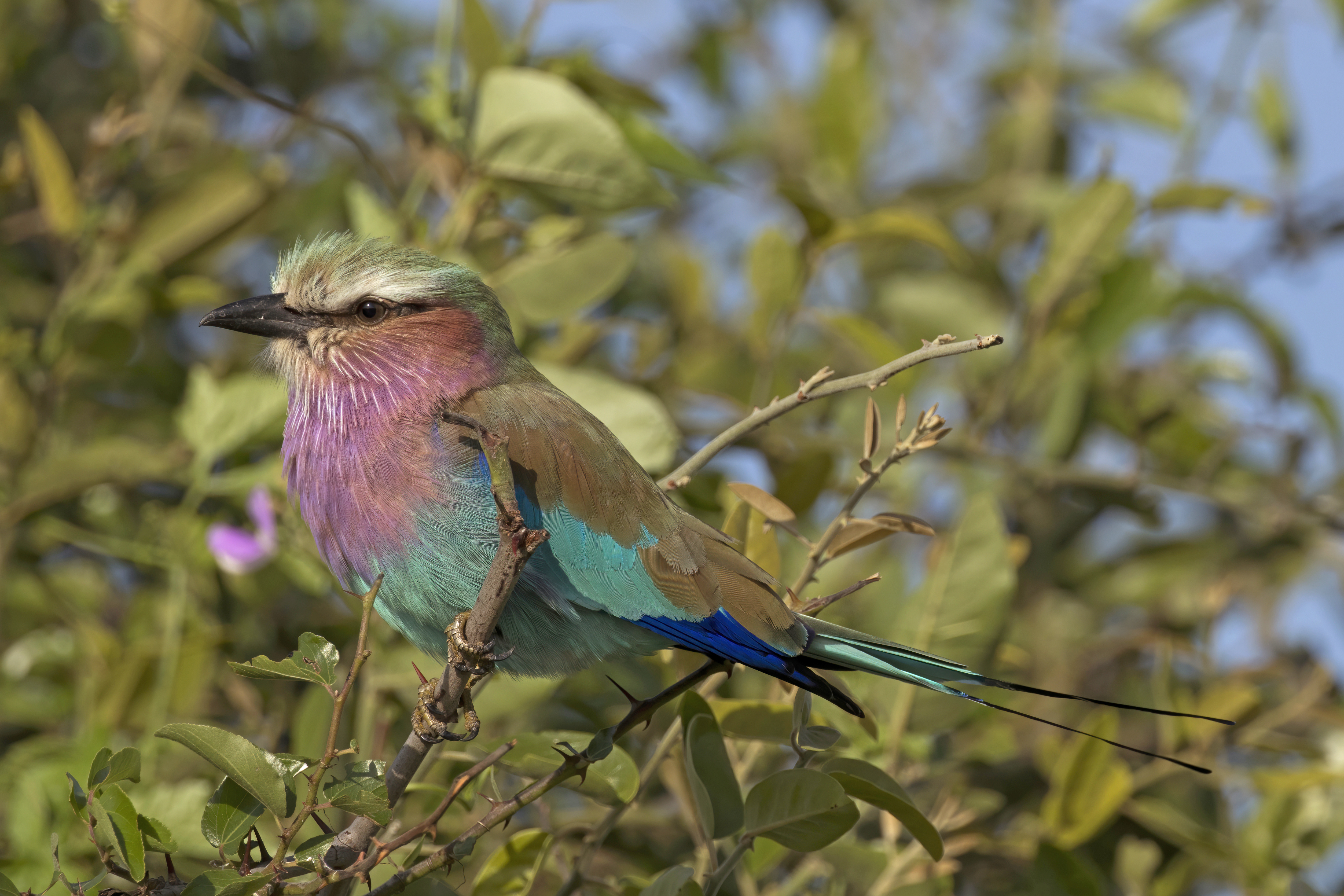
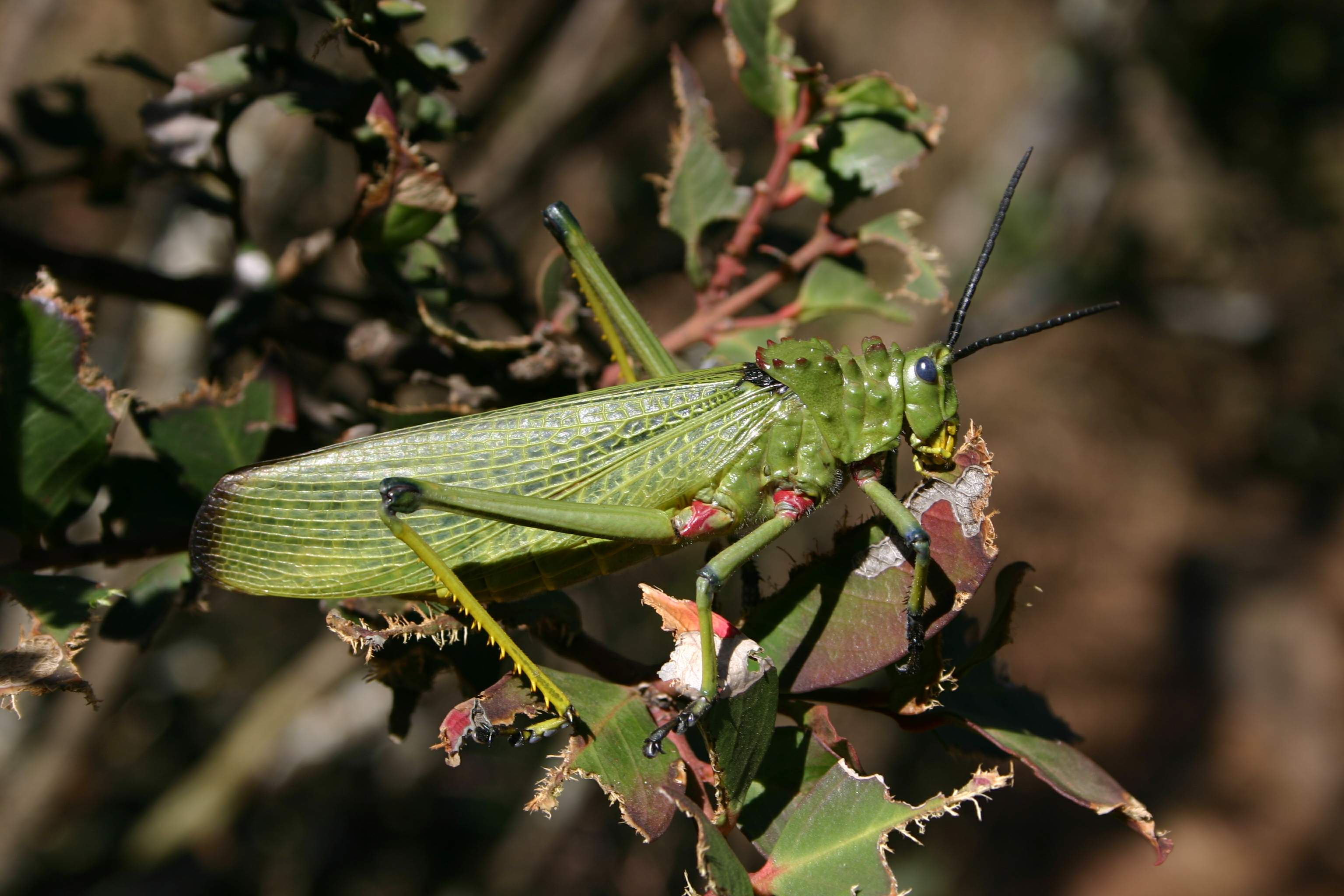
Phymateus viridipes.